# Mercedes-Benz M 152/M 157/M 278
| Mercedes-Benz/AMG    | Mercedes-Benz/AMG                                   |
| -------------------- | --------------------------------------------------- |
| Mercedes-Benz M 157  |                                                     |
| M 152, M 157, M 278  |                                                     |
| Hersteller:          | Mercedes-Benz/AMG                                   |
| Produktionszeitraum: | 2010–2020                                           |
| Bauform:             | V, Achtzylinder                                     |
| Motoren:             | 4,7 Liter (4663 cm³) 5,5 Liter (5461 cm³)           |
| Bohrung × Hub        | 92,9 mm × 86,0 mm (4,7 l) 98,0 mm × 90,5 mm (5,5 l) |
| Vorgängermodell:     | M 156/M 159, M 273                                  |
| Nachfolgemodell:     | M 176/M 177/M 178                                   |
| Ähnliche Modelle:    | M 276                                               |

Der Mercedes-Benz M 278 ist eine Motorenbaureihe von Mercedes-Benz, und der Nachfolger der M 273-Generation. Es handelt sich um einen 8-Zylinder-Motor in V-Anordnung. Im Gegensatz zum ebenfalls neuen Sechszylinder M 276 blieb der Zylinderbankwinkel bei 90°, obwohl die Triebwerke eng verwandt sind.
Gegenüber dem Vorgänger sind die Motoren unter anderem durch Benzindirekteinspritzung deutlich sparsamer und leistungsfähiger. Dazu kommen intelligentes Generatormanagement und eine bedarfsgeregelte Motorölpumpe, vollvariabler Einspritzdruck von 100 bis 200 Bar, Biturbo-Aufladung mit Luft-Wasser-Ladeluft-Kühlung, Abgasturbolader mit Wastegate-Ventilen, neuartige Gusskolben und eine Motorelektronik mit Controlled Efficiency Start-Stopp-Funktion. Die Kraft überträgt ein 7-Stufen-Automatik oder das AMG SPEEDSHIFT MCT 7-Gang-Sportgetriebe.
Die Einführung der Motoren verlief schrittweise im Herbst 2010, beginnend mit der S-Klasse (Typ 221) und der CL-Klasse (Typ 216). Die AMG-Variante erhält die Bezeichnung M 157 für die turboaufgeladene Variante bzw. M 152 für die Sauger-Variante mit hydraulischer Zylinderabschaltung. Der M 152 war der bislang letzte von Mercedes-Benz in Serie produzierte V8-Saugmotor.

## Varianten
Die neuen Achtzylinder lösen die bisherigen 500er und 63 AMG ab. Es gibt sie in zwei Hubraumstufen:

### M 152 DE 55*
Zylinderabstand 106 mm, Bohrung 98 mm, Hub 90,5 mm, Pleuellänge 146,5 mm, Verdichtung 12,6
| Verkaufsbezeichnung                                                                        | Baureihe | Bauzeitraum |
| ------------------------------------------------------------------------------------------ | -------- | ----------- |
| Hubraum: 5461 cm³, Leistung: 310 kW (422 PS) bei 6800/min, Drehmoment: 540 Nm bei 4500/min |          |             |
| SLK 55 AMG                                                                                 | R 172    | 2012–2016   |

### M 157 DE 55 AL*
Zylinderabstand 106 mm, Bohrung 98 mm, Hub 90,5 mm, Pleuellänge 146,5 mm, Verdichtung 10,0, Ladedruck max.: 1,3 Bar
| Verkaufsbezeichnung                                                                             | Baureihe | Bauzeitraum |
| ----------------------------------------------------------------------------------------------- | -------- | ----------- |
| Hubraum: 5461 cm³, Leistung: 386 kW (525 PS) bei 5500/min, Drehmoment: 700 Nm bei 1700–5000/min |          |             |
| ML 63 AMG                                                                                       | W 166    | 2012–2015   |
| E 63 AMG                                                                                        | W/S 212  | 2011–2013   |
| CLS 63 AMG                                                                                      | C/X 218  | 2011–2013   |
| Hubraum: 5461 cm³, Leistung: 395 kW (537 PS) bei 5500/min, Drehmoment: 800 Nm bei 2000–4500/min |          |             |
| SL 63 AMG                                                                                       | R 231    | 2012–2014   |
| Hubraum: 5461 cm³, Leistung: 400 kW (544 PS) bei 5500/min, Drehmoment: 800 Nm bei 2000–4500/min |          |             |
| CL 63 AMG                                                                                       | C 216    | 2010–2013   |
| S 63 AMG                                                                                        | W/V 221  | 2010–2013   |
| G 63 AMG                                                                                        | W 463    | 2012–2015   |
| Hubraum: 5461 cm³, Leistung: 410 kW (557 PS) bei 5750/min, Drehmoment: 700 Nm bei 1750–5500/min |          |             |
| AMG GLE 63 Coupé                                                                                | C 292    | 2015–2019   |
| AMG GLE 63                                                                                      | W 166    | 2015–2018   |
| Hubraum: 5461 cm³, Leistung: 410 kW (557 PS) bei 5500/min, Drehmoment: 720 Nm bei 1750–5250/min |          |             |
| E 63 AMG                                                                                        | W/S 212  | 2013–2016   |
| CLS 63 AMG                                                                                      | C/X 218  | 2013–2018   |
| Hubraum: 5461 cm³, Leistung: 410 kW (557 PS) bei 5750/min, Drehmoment: 760 Nm bei 2000–5000/min |          |             |
| ML 63 AMG (AMG Performance Package)                                                             | W 166    | 2012–2015   |
| GL 63 AMG                                                                                       | X 166    | 2012–2015   |
| Hubraum: 5461 cm³, Leistung: 410 kW (557 PS) bei 5500/min, Drehmoment: 800 Nm bei 2000–4500/min |          |             |
| E 63 AMG (AMG Performance Package)                                                              | W/S 212  | 2011–2013   |
| CLS 63 AMG (AMG Performance Package)                                                            | C/X 218  | 2011–2013   |
| Hubraum: 5461 cm³, Leistung: 415 kW (564 PS) bei 5500/min, Drehmoment: 900 Nm bei 2250–3750/min |          |             |
| SL 63 AMG (AMG Performance Package)                                                             | R 231    | 2012–2014   |
| Hubraum: 5461 cm³, Leistung: 420 kW (571 PS) bei 5500/min, Drehmoment: 900 Nm bei 2000–4500/min |          |             |
| CL 63 AMG (AMG Performance Package)                                                             | C 216    | 2010–2013   |
| S 63 AMG (AMG Performance Package)                                                              | W/V 221  | 2010–2013   |
| Hubraum: 5461 cm³, Leistung: 430 kW (585 PS) bei 5500/min, Drehmoment: 760 Nm bei 1750–5250/min |          |             |
| AMG GLE 63 S Coupé                                                                              | C 292    | 2015–2019   |
| AMG GLE 63 S                                                                                    | W 166    | 2015–2018   |
| AMG GLS 63                                                                                      | X 166    | 2015–2019   |
| Hubraum: 5461 cm³, Leistung: 430 kW (585 PS) bei 5500/min, Drehmoment: 800 Nm bei 2000–4500/min |          |             |
| E 63 AMG S 4MATIC                                                                               | W/S 212  | 2013–2016   |
| CLS 63 AMG S 4MATIC                                                                             | C/X 218  | 2013–2018   |
| Hubraum: 5461 cm³, Leistung: 430 kW (585 PS) bei 5500/min, Drehmoment: 900 Nm bei 2250–3750/min |          |             |
| S 63 AMG Coupé                                                                                  | C 217    | 2014–2017   |
| S 63 AMG 4MATIC Coupé                                                                           | C 217    | 2014–2017   |
| S 63 AMG                                                                                        | W/V 222  | 2013–2017   |
| S 63 AMG 4MATIC L                                                                               | V 222    | 2013–2017   |

### M 278 DE 46 AL red.*
| Verkaufsbezeichnung                                                                             | Baureihe        | Bauzeitraum         |
| ----------------------------------------------------------------------------------------------- | --------------- | ------------------- |
| Hubraum: 4663 cm³, Leistung: 270 kW (367 PS) bei 5250/min, Drehmoment: 550 Nm bei 1500–4000/min |                 |                     |
| GL 450                                                                                          | X 166           | 2012–2015           |
| Hubraum: 4663 cm³, Leistung: 300 kW (408 PS) bei 5250/min, Drehmoment: 600 Nm bei 1600–4750/min |                 |                     |
| ML 500 ML 500 BlueEFFICIENCY                                                                    | W 166           | 2012–2015           |
| E 500 E 500 BlueEFFICIENCY                                                                      | W/S 212 A/C 207 | 2013–2016 2011–2017 |
| CLS 500 CLS 500 BlueEFFICIENCY                                                                  | C/X 218         | 2013–2018 2011–2013 |

### M 278 DE 46 AL*
Bohrung 92,9 mm, Hub 86 mm, Pleuellänge 146,5 mm, Verdichtung 10,5, Ladedruck max.: 0,9 Bar
| Verkaufsbezeichnung | Baureihe | Bauzeitraum         |
| --- | -------- | ------------------- |
| Hubraum: 4663 cm³, Leistung: 320 kW (435 PS) bei 5250/min, Drehmoment: 700 Nm bei 1800–3500/min bzw. (W166: 700 Nm bei 1800–4000/min)      |          |                     |
| GL 500/GLS 500 GL 500 BlueEFFICIENCY | X 166    | 2013–2015 2012–2013 |
| GLE 500 | W 166    | 2015–2018           |
| CL 500 CL 500 BlueEFFICIENCY | C 216    | 2013–2014 2010–2013 |
| S 500 BlueEFFICIENCY | W/V 221  | 2011–2013           |
| SL 500 | R 231    | 2012–2015           |
| Hubraum: 4663 cm³, Leistung: 335 kW (455 PS) bei 5250–5500/min, Drehmoment: 700 Nm bei 1800–3500/min bzw. (W166: 700 Nm bei 1800–4000/min) |          |                     |
| GLE 500 | W 166    | 2015–2018           |
| GLE 500 Coupé | C 292    | 2015–2018           |
| GLS 500 | X 166    | 2015–2018           |
| S 500 Coupé | C 217    | 2015–2017           |
| S 500 4MATIC Coupé | C 217    | 2014–2017           |
| S 500 | W/V 222  | 2013–2017           |
| Maybach S 500 | X 222    | 2015–2017           |
| SL 500 | R 231    | 2015–2020           |

 * Die Motorbezeichnung ist wie folgt verschlüsselt:
M = Motor (Otto), Baureihe = 3-stellig, DE = Direkteinspritzung, Hubraum = Deziliter (gerundet), A = Abgasturbolader, L = Ladeluftkühlung, red. = leistungsreduziert
Der M 278 war in seiner Basisausführung in E-Klasse, CLS, S-Klasse und CL auch wieder mit dem Allradantrieb 4MATIC lieferbar. Von 2011 bis 2016 wurde er auch in der E-Klasse eingebaut. Der S 450 mit dem M 273-Motor wurde schon im Herbst 2010 nicht mehr angeboten; seit Sommer 2017 gibt es wieder einen S 450 in der Baureihe 222, hier allerdings mit dem neuen Reihensechszylinder M 256.